# Gheorghe Liteanu
Gheorghe Liteanu (n. 13 ianuarie 1888 – d. 17 februarie 1959, închisoarea Făgăraș) a fost un general român, care a luptat în cel de-al doilea război mondial.
Grade: sublocotenent - 01.07.1909, locotenent - 03.10.1912, căpitan - 01.11.1916, maior - 01.09.1917, locotenent-colonel - 15.02.1925, colonel - 01.10.1930, general de brigadă - 31.03.1938.
A fost înaintat pe 31 martie 1938 la gradul de general de brigadă.
Gheorghe Liteanu, general de divizie, a fost director general al Siguranței Statului în ultimii ani ai domniei lui Carol al II-lea.
A fost trecut în retragere prin decretul-lege nr. 3.094 din 9 septembrie 1940 al generalului Ion Antonescu, Conducătorul Statului Român și președinte al Consiliului de Miniștri, împreună cu mai mulți generali considerați a fi apropiați fostului rege Carol al II-lea și acuzați că, în calitate de înalți comandanți militari, s-ar fi comportat necorespunzător în împrejurările dramatice din vara anului 1940. Decretul-lege prevedea scoaterea mai multor generali din cadrele active ale armatei cu următoarea justificare: „având în vedere că următorii ofițeri generali au săvârșit acte grave de incapacitate, demoralizând prin fapta lor prestigiul oștirii și elementarele comandamente ale răspunderii de ostaș. Având în vedere că prin lingușiri și metode incompatibile cu demnitatea de ostaș au ocupat înalte comandamente, încurajând apoi neseriozitatea și lipsa demnității ofițerești; Având în vedere că prin incapacitatea acestor ofițeri generali s'a ajuns la decăderea oștirii și la acte grave prin pierderea granițelor; Socotind că Națiunea trebue să primească exemplul datoriei și al răspunderii prin sancționarea celor care s'au făcut vinovați de aceste abateri”. Efectele decretului-lege au fost anulate la 1 septembrie 1944, iar generalul Liteanu a fost reintegrat în drepturi.
Generalul Liteanu a fost numit la 1 septembrie 1944 în funcția de subsecretar de stat pentru afacerile interne. A fost înaintat apoi prin decrete din 9 septembrie 1944 la gradele de general de divizie (cu începere de pe data de 24 ianuarie 1942) și general de corp de armată (cu începere de pe data de 24 ianuarie 1944). În 1948, Gheorghe Liteanu a fost condamnat la un an de închisoare pentru fals.

## Funcții deținute
- 1933 - Comandantul Diviziei 4 Infanterie.
- 1 decembrie 1944 - Demisionează din armată.

Este arestat la 16 iunie 1953. Procesul durează patru ani și la 30 martie 1957 este condamnat la 25 de ani temniță grea. Moare la 17 februarie 1959 în închisoarea Făgăraș.